# 第60回阪神大賞典
第60回阪神大賞典とは2012年3月18日に阪神競馬場で開催された競馬の競走である。レース途中で断然人気だったオルフェーヴルが大きく逸走したにもかかわらず2着に追い込んだ事で知られている。

## レース施行時の状況

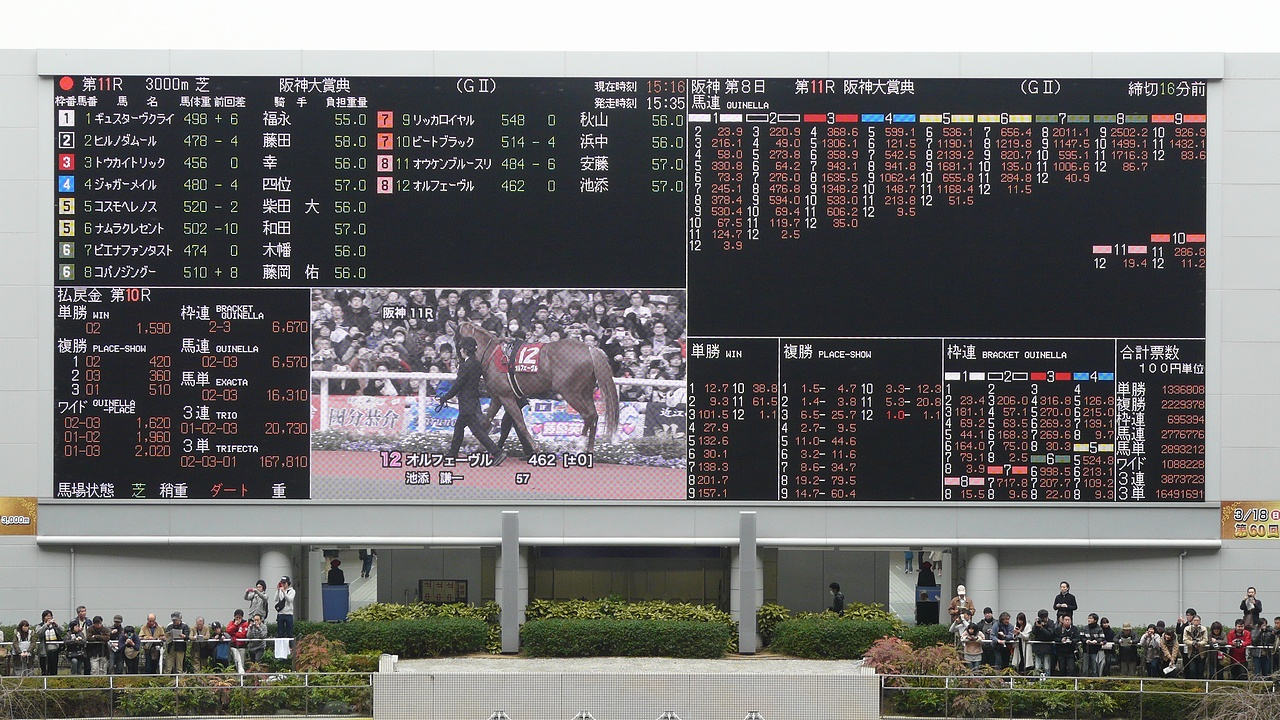
阪神大賞典のオッズボード

前年の2011年にクラシック三冠を達成し、有馬記念を優勝したオルフェーヴルの陣営は凱旋門賞をこの年の一大目標に据え、始動戦として阪神大賞典を選択。レースの作戦も有馬で見せた追い込み勝ちではなく凱旋門賞を意識した「普通のレース」にしようとした。同馬はレースでは単勝1.1倍と圧倒的な1番人気に支持された。
ギュスターヴクライは当時主戦騎手だった蛯名正義が前の週の阪神1Rで落馬し、右鎖骨を骨折した為急遽福永祐一がテン乗りで騎乗する事となった。
前年の阪神大賞典の覇者であったナムラクレセントは前走の日経新春杯で10着だったが、連覇を目指すべく立て直しを図ろうとしていた。同様に春の天皇賞連覇を目指していたヒルノダムールも本レースへ出走する事を表明した。

## 出走馬と枠順
| 枠番 | 馬番 | 競走馬名           | 性齢 | 騎手       | オッズ        | 調教師   |
| ---- | ---- | ------------------ | ---- | ---------- | ------------- | -------- |
| 1    | 1    | ギュスターヴクライ | 牡4  | 福永祐一   | 13.4（3人）   | 荒川義之 |
| 2    | 2    | ヒルノダムール     | 牡5  | 藤田伸二   | 9.5（2人）    | 昆貢     |
| 3    | 3    | トウカイトリック   | 牡10 | 幸英明     | 131.7（8人）  | 野中賢二 |
| 4    | 4    | ジャガーメイル     | 牡8  | 四位洋文   | 31.6（4人）   | 堀宣行   |
| 5    | 5    | コスモヘレノス     | 牡5  | 柴田大知   | 164.6（9人）  | 菊川正達 |
| 5    | 6    | ナムラクレセント   | 牡7  | 和田竜二   | 34.1（5人）   | 福島信晴 |
| 6    | 7    | ピエナファンタスト | 牡6  | 木幡初広   | 175.5（10人） | 谷潔     |
| 6    | 8    | コパノジングー     | 牡7  | 藤岡佑介   | 265.2（12人） | 宮徹     |
| 7    | 9    | リッカロイヤル     | 牡7  | 秋山真一郎 | 203.3（11人） | 須貝尚介 |
| 7    | 10   | ビートブラック     | 牡5  | 浜中俊     | 44.4（6人）   | 中村均   |
| 8    | 11   | オウケンブルースリ | 牡7  | 安藤勝己   | 72.5（7人）   | 音無秀孝 |
| 8    | 12   | オルフェーヴル     | 牡4  | 池添謙一   | 1.1（1人）    | 池江泰寿 |

## レース展開
全頭問題なくスタートし、リッカロイヤルとギュスターヴクライがハナに立ち、オルフェーヴルは中団につけた。レースがスローなペースで進む中、1周目の3コーナーと4コーナーの間で前年の覇者ナムラクレセントが加速し先頭に立った。各馬控える中オルフェーヴルは二番手に進出し、差を詰めていき、2週目の3コーナー手前でナムラクレセントを追い抜いた。
しかしナムラクレセントを追い抜いた直後突如としてオルフェーヴルは外ラチ沿いへ逸走し失速。順位を大きく下げ、10番手の順位まで落としたものの、馬群の外から一気に追い上げていき、ギュスターヴクライやナムラクレセントらとの先頭争いに再度加わった。しかしオルフェーヴルはギュスターヴクライとの差を詰める事は出来ず、そのままギュスターヴクライが1着でゴール、オルフェーヴルは1/2馬身差の2着でゴールした。なお、ギュスターヴクライにとってこのレースが重賞初制覇となった。

## レース結果

### 着順
| 着順 | 馬番 | 競走馬名           | タイム | 着差  | 上がり3ハロン |
| ---- | ---- | ------------------ | ------ | ----- | ------------- |
| 1    | 1    | ギュスターヴクライ | 3.11.8 |       | 37.1          |
| 2    | 12   | オルフェーヴル     | 3.11.9 | 1/2   | 36.7          |
| 3    | 6    | ナムラクレセント   | 3.12.3 | 2 1/2 | 37.8          |
| 4    | 2    | ヒルノダムール     | 3.12.5 | 1 1/4 | 37.7          |
| 5    | 4    | ジャガーメイル     | 3.12.9 | 2 1/2 | 38.2          |
| 6    | 3    | トウカイトリック   | 3.13.1 | 1 1/4 | 38.1          |
| 7    | 7    | ピエナファンタスト | 3.14.0 | 5     | 38.9          |
| 8    | 11   | オウケンブルースリ | 3.14.4 | 2 1/2 | 39.5          |
| 9    | 5    | コスモヘレノス     | 3.14.6 | 1     | 39.8          |
| 10   | 10   | ビートブラック     | 3.15.8 | 7     | 41.2          |
| 11   | 8    | コパノジングー     | 3.18.4 | 大差  | 42.3          |
| 中止 | 9    | リッカロイヤル     |        |       | 37.8          |

### 制裁
- オルフェーヴル騎乗の池添謙一は最後の直線コースで内側に斜行したため、過怠金10万円が科せられた。（被害馬：ヒルノダムール）

### データ
| 1000m通過タイム     | 64.9秒（ナムラクレセント） |
| 上がり4ハロン       | 49.4秒                     |
| 上がり3ハロン       | 37.3秒                     |
| 優勝馬上がり3ハロン | 37.1秒                     |
| 最速上がり3ハロン   | 36.7秒（オルフェーヴル）   |

### 払戻金
|        | 馬番/枠番 | 人気 | 金額（円） |
| ------ | --------- | ---- | ---------- |
| 単勝   | 1         | 3    | 1,340円    |
| 複勝   | 1         | 3    | 170円      |
| 複勝   | 12        | 1    | 110円      |
| 複勝   | 6         | 5    | 330円      |
| 馬単   | 1>12      | 7    | 2,160円    |
| 馬連   | 1-12      | 2    | 400円      |
| 枠連   | 1-8       | 2    | 410円      |
| ワイド | 1-12      | 2    | 220円      |
| ワイド | 1-6       | 13   | 1,130円    |
| ワイド | 6-12      | 4    | 390円      |
| 三連複 | 1-6-12    | 6    | 1860円     |
| 三連単 | 1>12>6    | 42   | 18,590円   |

## エピソード
- このレースで逸走したオルフェーヴルはその後平地調教再審査の処分が下り[14]、4月11日に栗東TCのEコースでJRA職員8人（裁決担当3人、ハンデ担当5人）により実施された[18][19]。
- オルフェーヴルの鞍上だった池添謙一はレース後「本当に申し訳ないです…。完全に耳が外ラチに向いていましたしね。手前も逆だった。その後の加速は化け物だったけど…」とコメントを残した他[7]、後年netkeibaでのインタビュー動画でこのレースを振り返り、逸走した後にオルフェーヴルが馬群が自分を追い抜いたのを見た後に追い上げていったのに対し「戻んのかい!と思いました」と回顧し、「漫画みたいなレース」と評している[6]。このレースを実況した関西テレビのアナウンサーの岡安譲もオルフェーヴルのレースぶりを（日本短波賞出走時の）マルゼンスキーや『みどりのマキバオー』に登場したベアナックルのようなレースだったと振り返っている[20]。
- オウケンブルースリに騎乗していた安藤勝己騎手（当時）はオルフェーヴルが4コーナー手前で馬群に急接近しているのを見て「戻ってきた!」と叫んだ[4]。
- 岡安譲アナウンサーは、同レースでの実況が評価されて翌2013年のFNSアナウンス大賞を受賞した。
- ギュスターヴクライ騎乗の福永祐一は初めての阪神大賞典勝利。重賞勝利はレディアルバローザで制した先週の中山牝馬ステークスに続き今年6勝目、通算93勝目となったが、勝利ジョッキーインタビューでは笑みの表情はなかった。

## テレビ・ラジオ中継
本レースのテレビ・ラジオ放送の実況担当者
- ラジオNIKKEI：舩山陽司
- 関西テレビ：岡安譲[20]
  - 解説：高橋賢司（トラックマン）
  - ゲート前兼検量室前リポーター：吉原功兼